# Каннский кинофестиваль 2021
74-й Каннский международный кинофестиваль проходил с 6 по 17 июля 2021 года. Жюри основного конкурса возглавил американский режиссёр Спайк Ли, который должен был возглавлять прошлогодний фестиваль, который стало невозможно провести в полноценном формате из-за начавшейся пандемии коронавируса. Фильмом открытия стал музыкальный фильм «Аннетт» французского режиссёра Леоса Каракса.
Главный приз фестиваля, «Золотую пальмовую ветвь», получил франко-бельгийский фильм «Титан» Жюлии Дюкурно. Гран-при удостоились картины «Купе номер шесть» Юхо Куосманена и «Герой» Асгара Фархади.

## Жюри

### Основной конкурс
- Спайк Ли, режиссёр ( США) — председатель
- Мати Диоп, режиссёр ( Франция,  Сенегал)
- Милен Фармер, певица и автор песен ( Франция)
- Мэгги Джилленхол, актриса, продюсер, сценарист и режиссёр ( США)
- Джессика Хаузнер, режиссёр, продюсер и сценарист ( Австрия)
- Мелани Лоран, актриса, режиссёр и сценарист ( Франция)
- Клебер Мендонса Фильо, режиссёр, продюсер и сценарист ( Бразилия)
- Тахар Рахим, актёр ( Франция)
- Сон Кан Хо, актёр ( Республика Корея)[5]

### Особый взгляд
- Андреа Арнольд, режиссёр и сценарист ( Великобритания) — председатель
- Муния Меддур, режиссёр, сценарист и продюсер ( Алжир)
- Эльза Зильберштейн, актриса ( Франция)
- Даниэль Бурман, режиссёр, продюсер и сценарист ( Аргентина)
- Майкл Анджело Ковино, режиссёр, продюсер и актёр ( США)[6]

### Золотая камера
- Мелани Тьерри, актриса ( Франция) — председатель
- Одри Абивен, директор Tri Track ( Франция)
- Лоран Дайян, оператор-постановщик ( Франция)
- Ромейн Кожитор, режиссёр, сценарист и фотограф ( Франция)
- Пьер-Симон Гутман, кинокритик ( Франция)
- Эрик Каравака, актёр и режиссёр ( Франция)[7]

## Официальная программа
| Победители выделены отдельным цветом |

### Основной конкурс
В основной конкурс отобраны следующие фильмы:
| Русское название                                                      | Оригинальное название                 | Режиссёр(ы)            | Страна                                                        |
| --------------------------------------------------------------------- | ------------------------------------- | ---------------------- | ------------------------------------------------------------- |
| Колено Ахед                                                           | הדרך (Ha’derech)                      | Надав Лапид            | Израиль, Франция                                              |
| Аннетт                                                                | Annette                               | Леос Каракс            | Франция, Германия, Бельгия                                    |
| Искушение                                                             | Benedetta                             | Пол Верховен           | Франция, Нидерланды                                           |
| Остров Бергмана                                                       | Bergman Island                        | Миа Хансен-Лёве        | Бразилия, Франция, Германия, Мексика                          |
| Ритмы Касабланки                                                      | Haut et Fort                          | Набиль Аюш             | Марокко, Франция                                              |
| Купе номер шесть                                                      | Hytti nro 6                           | Юхо Куосманен          | Финляндия, Эстония, Россия, Германия                          |
| Сядь за руль моей машины                                              | ドライブ・マイ・カー (Doraibu mai kā) | Рюсукэ Хамагути        | Япония                                                        |
| Всё прошло хорошо                                                     | Tout s’est bien passé                 | Франсуа Озон           | Франция                                                       |
| Фальшивомонетчик                                                      | Flag Day                              | Шон Пенн               | США                                                           |
| Перелом                                                               | La Fracture                           | Катрин Корсини         | Франция                                                       |
| Суперзвезда                                                           | France                                | Брюно Дюмон            | Франция, Италия, Германия, Бельгия                            |
| Французский вестник. Приложение к газете «Либерти. Канзас ивнинг сан» | The French Dispatch                   | Уэс Андерсон           | США                                                           |
| Герой                                                                 | قهرمان (Ghahreman)                    | Асгар Фархади          | Иран                                                          |
| Языки                                                                 | Lingui                                | Махамат Салех Харун    | Чад, Бельгия, Франция, Германия                               |
| Память                                                                | Memoria                               | Апичатпонг Вирасетакул | Колумбия, Франция, Германия, Мексика, Таиланд, Великобритания |
| Нитрам                                                                | Nitram                                | Джастин Курзель        | Австралия, Великобритания                                     |
| Париж, 13-й округ                                                     | Les Olympiades                        | Жак Одиар              | Франция                                                       |
| Петровы в гриппе                                                      |                                       | Кирилл Серебренников   | Россия, Франция, Германия, Швейцария                          |
| Красная ракета                                                        | Red Rocket                            | Шон Бэйкер             | США                                                           |
| Беспокойный                                                           | Les Intranquilles                     | Жоаким Лафосс          | Бельгия, Франция                                              |
| История моей жены                                                     | A feleségem története                 | Ильдико Эньеди         | Венгрия, Франция, Германия, Италия                            |
| Три семьи                                                             | Tre piani                             | Нанни Моретти          | Италия, Франция                                               |
| Титан                                                                 | Titane                                | Жюлия Дюкурно          | Бельгия, Франция                                              |
| Худший человек на свете                                               | Verdens verste menneske               | Йоаким Триер           | Норвегия, Швеция, Франция                                     |

### Особый взгляд
В номинацию отобраны:
| Русское название  | Оригинальное название              | Режиссёр(ы)                  | Страна                                                |
| ----------------- | ---------------------------------- | ---------------------------- | ----------------------------------------------------- |
| После Янга        | After Yang                         | Когонада                     | США                                                   |
| Синий залив       | Blue Bayou                         | Джастин Чон                  | США                                                   |
| Хорошая мать      | Bonne mère                         | Афсиа Эрзи                   | Франция                                               |
| Обещание Хасана   | Bağlılık Hasan                     | Семих Капланоглу             | Турция                                                |
| Фреда             | Freda                              | Жессика Женьес               | Гаити                                                 |
| Гай Вар           | Gaey Wa’r                          | Цзяцзо На                    | Китай                                                 |
| Великая свобода   | Große Freiheit                     | Себастьян Мейзе              | Австрия · Германия                                    |
| Дело              |                                    | Алексей Герман-младший       | Россия                                                |
| Невиновные        | De uskyldige                       | Эскиль Вогт                  | Дания, · Финляндия, · Норвегия, · Швеция, · США       |
| Гражданский       | La Civil                           | Теодора Михай                | Бельгия, · Мексика, · Румыния                         |
| Агнец             | Dýrið                              | Вальдимар Йоханнссон         | Исландия, · Польша, · Швеция                          |
| Да будет утро     | ויהי בוקר                          | Эран Колирин                 | Израиль                                               |
| Парни при деньгах | 尋找                               | Си Би Йи                     | Австрия, · Бельгия, · Франция, · Китайская Республика |
| Мои братья и я    | Mes frères et moi                  | Йоан Манка                   | Франция                                               |
| Онода             | Onoda, 10 000 nuits dans la jungle | Артур Арари                  | Франция, Германия, Бельгия, Италия                    |
| Огненная ночь     | Noche de fuego                     | Татьяна Уэсо                 | Мексика                                               |
| Рехана Марьям Нур | Rehana Maryam Noor                 | Абдулла Мохаммад Саад        | Бангладеш                                             |
| Мир               | Un monde                           | Лаура Вандел                 | Бельгия                                               |
| Разжимая кулаки   |                                    | Кира Коваленко               | Россия                                                |
| Женщины плачут    | Жените плачат                      | Весела Казакова, Мина Милева | Болгария, · Франция                                   |

### Вне конкурса
Следующие фильмы были отобраны для показа вне конкурса:
| Русское название               | Оригинальное название                  | Режиссёр(ы)     | Страна           |
| ------------------------------ | -------------------------------------- | --------------- | ---------------- |
| Алина, голос любви             | Aline                                  | Валери Лемерсье | Канада, Франция  |
| —                              | BAC Nord                               | Седрик Жименес  | Франция          |
| Чрезвычайная ситуация          | 비상선언 (Bisangseongeon)              | Хан Джэ-рим     | Республика Корея |
| После меня                     | De son vivant                          | Эмманюэль Берко | Франция          |
| Агент 117: Из Африки с любовью | OSS 117: Alerte rouge en Afrique noire | Николя Бедос    | Франция          |
| Тихий омут                     | Stillwater                             | Том Маккарти    | США              |
| The Velvet Underground         | The Velvet Underground                 | Тодд Хейнс      | США              |
| Где Анна Франк?                | Where is Anne Frank?                   | Ари Фольман     | Израиль          |

## Награды

### Официальная программа

#### Основной конкурс
- Золотая пальмовая ветвь — «Титан», реж. Жюлия Дюкурно (Бельгия, Франция)
- Гран-при — «Герой», реж. Асгар Фархади (Иран) и «Купе номер шесть», реж. Юхо Куосманен (Финляндия, Эстония, Россия, Германия)
- Лучший режиссёр — Леос Каракс за фильм «Аннетт» (Франция)
- Лучший сценарий — Рюсукэ Хамагути и Такамаса Оэ за фильм «Сядь за руль моей машины» (Япония)
- Лучшая мужская роль — Калеб Лэндри Джонс за фильм «Нитрам» (США)
- Лучшая женская роль — Ренате Реинсве за фильм «Худший человек на свете» (Норвегия)
- Приз жюри — «Колено Ахед», реж. Надав Лапид (Израиль, Франция) и «Память», реж. Апичатпонг Вирасетакул (Колумбия, Франция, Германия, Мексика, Таиланд, Великобритания)
- Золотая камера за лучший дебютный фильм — «Мурена», реж. Антонета Кусиянович (США, Бразилия, Хорватия, Словения)[4]
- Почётная Золотая пальмовая ветвь — Джоди Фостер[9] и Марко Беллоккьо[10]

#### Особый взгляд
- Особый взгляд — «Разжимая кулаки», реж. Кира Коваленко (Россия)
- Приз жюри — «Великая свобода», реж. Себастьян Мейз (Австрия)
- Приз за лучший актёрский ансамбль — «Хорошая мать», реж. Афсиа Эрзи (Франция)
- Приз за смелость — «Гражданский», реж. Теодора Михай (Бельгия, Мексика, Румыния)
- Приз за оригинальность — «Агнец», реж. Вальдимар Йоханнссон (Исландия, Польша, Швеция)
- Особое упоминание — «Огненная ночь», реж. Татьяна Уэсо (Мексика)[11]

### Независимые награды
- Приз экуменического жюри — «Сядь за руль моей машины», реж. Рюсукэ Хамагути (Япония)
- Квир-пальма — «Перелом», реж. Катрин Корсини (Франция)
- Приз ФИПРЕССИ (Основной конкурс) — «Сядь за руль моей машины», реж. Рюсукэ Хамагути (Япония)
- Приз ФИПРЕССИ (Особый взгляд) — «Мир», реж. Лаура Вандел (Бельгия)
- Приз ФИПРЕССИ (Параллельная секция) — «Перья», реж. Омар Эль Зохайри